# Yamato Ami
Yamato Ami là một vlogger YouTube ảo người Nhật. Trong các video của mình, cô ấy vlog từ góc nhìn của một nhân vật hoạt hình 3D dường như không nhận ra rằng cô được tạo bằng diễn hoạt. Cô đặt trụ sở tại Luân Đôn, Anh, do lúc đầu cô rời nước Nhật dọn sang đây vào mùa xuân năm 2011. Các video của cô đề cập đến các chủ đề như tình yêu Starbucks và quan điểm vô tư của cô về thế giới. Cô đã hợp tác với Alan Melikdjanian trong một video có chủ đề Back to the Future.